# U-Bahnhof Gänsemarkt

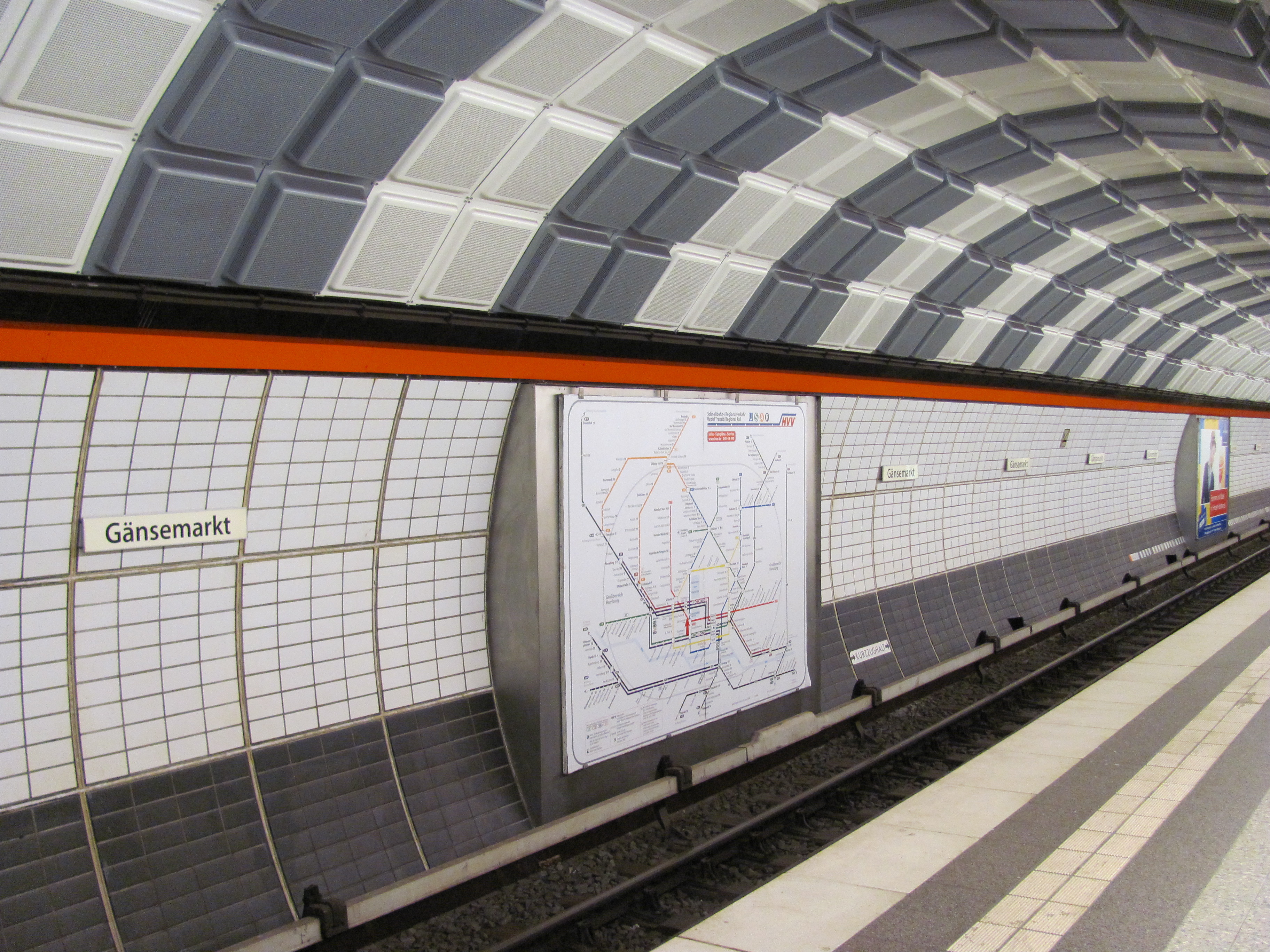
Bahnsteigröhre

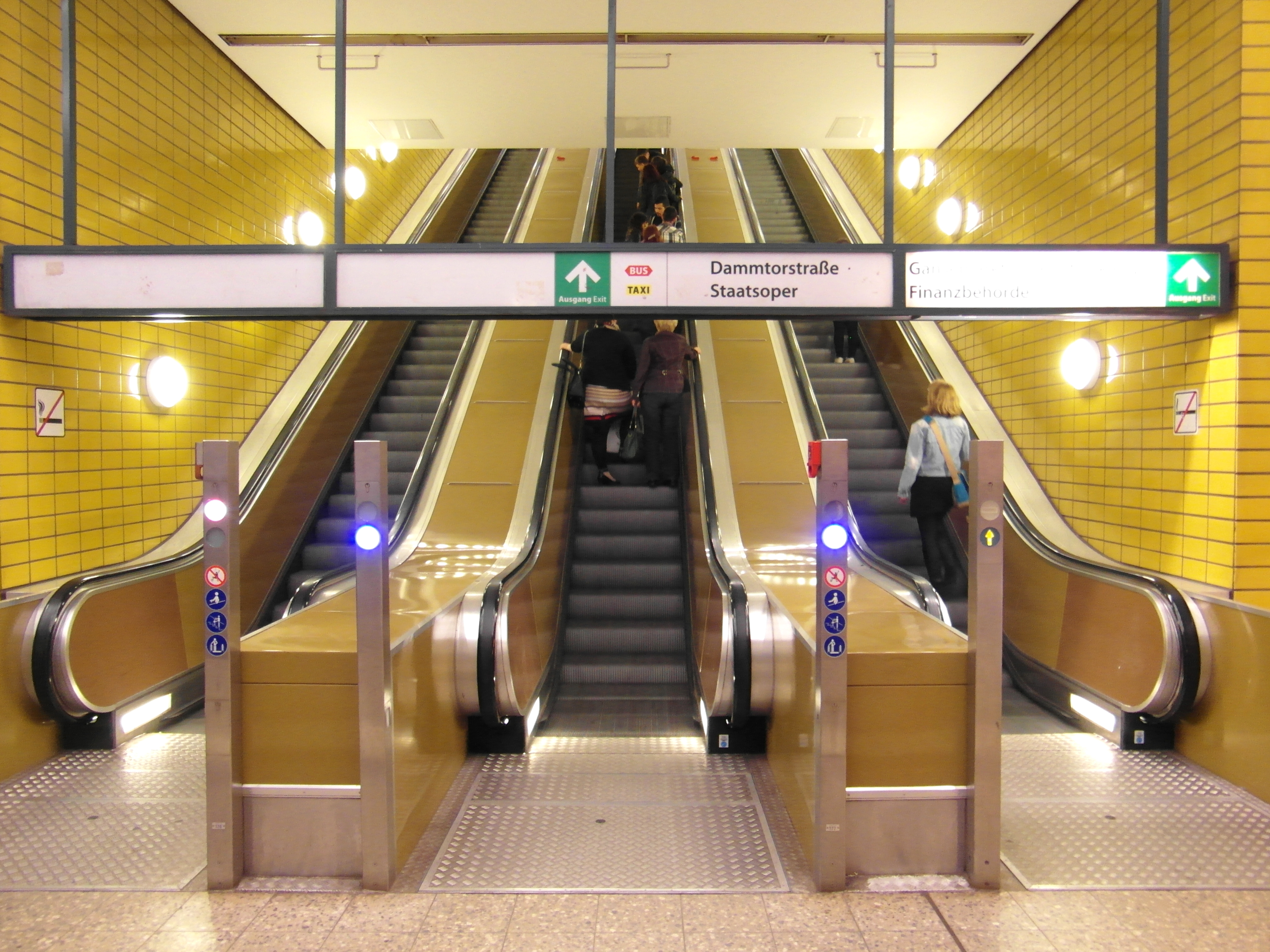
Rolltreppen-Anlage

Der U-Bahnhof Gänsemarkt ist eine Haltestelle der Hamburger U-Bahn-Linie U2 im Stadtteil Neustadt unter dem gleichnamigen Platz. Das Kürzel der Station bei der Betreiber-Gesellschaft Hamburger Hochbahn lautet „GM“. Der U-Bahnhof hat täglich 24.281 Ein- und Aussteiger (Mo–Fr, 2019).

## Geschichte
Der Bahnhof wurde als Teil der Innenstadtstrecke der Durchmesserlinie U2 zwischen Schlump und Berliner Tor Ende der 1960er Jahre gebaut. Die Eröffnung fand – wie bei der benachbarten Station Messehallen – am 31. Mai 1970 statt. Bis zur Fertigstellung des U-Bahn-Schnellbahnknotens Jungfernstieg im Jahr 1973, die den durchgehenden Verkehr bis Berliner Tor ermöglichte, endete die provisorische Linie U22 von Schlump hier. Anschließend wurde Gänsemarkt durchgehend von der Linie U2 bedient. 

## Ausbau und Lage
Die Haltestelle Gänsemarkt liegt etwa 25 Meter unter dem Straßenzug Valentinskamp zwischen Gänsemarkt und Caffamacherreihe in der Hamburger Neustadt und gehört zu den tiefst gelegenen U-Bahnhöfen Hamburgs. 
Die Züge halten in jeder Richtung in jeweils einer Bahnsteigröhre mit einem Durchmesser von sieben Metern, die über mehrere Durchbrüche miteinander verbunden sind. Die gleiche Bauweise findet sich an der nordwestlichen Nachbarhaltestelle Messehallen. Zur Unterscheidung ist Messehallen mit einem grünen Farbstreifen versehen worden, Gänsemarkt dagegen erhielt einen roten.
Die Bahnsteige sind etwa 125 Meter lang und etwa 3,5 Meter breit.
An beiden Enden der Röhren befinden sich Rolltreppen, die jeweils in Zwischengeschosse in ein- bzw. zweifacher Tieflage führen. Von diesen aus ist über weitere Verbindungen die Oberfläche erreichbar. Auf der östlichen Seite befindet sich ein Aufzug. 
Der Abstand zur Station Messehallen beträgt etwa 700 Meter, bis Jungfernstieg sind es circa 600 Meter.

## Verkehrsanbindung
Am U-Bahnhof Gänsemarkt gibt es Umsteigemöglichkeiten zu den Metrobus-Linien 4, 5 und 19, zu den Xpressbuslinien X3 und X35. Die Haltestellen sind über die östlichen Ausgänge der U-Bahn-Station erreichbar.
| Linie | Verlauf |
| ----- | --- |
| U 2   | Niendorf Nord – Schippelsweg – Joachim-Mähl-Straße – Niendorf Markt – Hagendeel – Hagenbecks Tierpark – Lutterothstraße – Osterstraße – Emilienstraße – Christuskirche – Schlump – Messehallen – Gänsemarkt (Oper) – Jungfernstieg – Hauptbahnhof Nord – Berliner Tor – Burgstraße – Hammer Kirche – Rauhes Haus – Horner Rennbahn – Legienstraße – Billstedt – Merkenstraße – Steinfurther Allee – Mümmelmannsberg |